# Paraonis paucibranchiata
Paraonis paucibranchiata är en ringmaskart som beskrevs av Cerruti 1909. Paraonis paucibranchiata ingår i släktet Paraonis och familjen Paraonidae. Inga underarter finns listade i Catalogue of Life.